# 다카사키 야스시
다카사키 야스시(일본어: 髙﨑 康嗣, 1970년 4월 10일~)는 일본의 축구 선수, 지도자이다.

## 지도자 경력
2019년부터 2020년까지 센슈 대학의 감독을 맡으며 2022년 테게바자로 미야자키의 감독으로 취임하였다.